# Temporada 1995-96 de los San Antonio Spurs
La temporada 1995-96 fue la vigésima de los San Antonio Spurs en la NBA, tras la fusión de la liga con la ABA, donde había jugado nueve temporadas, seis en Dallas y tres en San Antonio. La temporada regular acabó con 59 victorias y 23 derrotas, ocupando el segundo puesto de la conferencia Oeste, clasificándose para los playoffs, en los que cayeron en las semifinales de conferencia ante Utah Jazz.

## Elecciones en elDraft
| Ronda | Puesto | Jugador        | Posición | Nacionalidad   | Universidad |
| ----- | ------ | -------------- | -------- | -------------- | ----------- |
| 1     | 29     | Cory Alexander | Base     | Estados Unidos | Virginia    |

## Temporada regular
| División Medio Oeste   | División Medio Oeste | División Medio Oeste | División Medio Oeste | División Medio Oeste | División Medio Oeste | División Medio Oeste | División Medio Oeste | División Medio Oeste |
| Equipo                 | G                    | P                    | %                    | PD                   | Casa                 | Fuera                | Div                  |                      |
| ---------------------- | -------------------- | -------------------- | -------------------- | -------------------- | -------------------- | -------------------- | -------------------- | -------------------- |
| y-San Antonio Spurs    | 59                   | 23                   | .720                 | –                    | 33–8                 | 26–15                | 19–5                 |                      |
| x-Utah Jazz            | 55                   | 27                   | .671                 | 4                    | 34–7                 | 21–20                | 14–10                |                      |
| x-Houston Rockets      | 48                   | 34                   | .585                 | 11                   | 27–14                | 21–20                | 15–9                 |                      |
| Denver Nuggets         | 35                   | 47                   | .427                 | 24                   | 24–17                | 11–30                | 13–11                |                      |
| Minnesota Timberwolves | 26                   | 56                   | .317                 | 33                   | 17–24                | 9–32                 | 10–14                |                      |
| Dallas Mavericks       | 26                   | 56                   | .317                 | 33                   | 16–25                | 10–31                | 10–14                |                      |
| Vancouver Grizzlies    | 15                   | 67                   | .183                 | 44                   | 10–31                | 5–36                 | 3–21                 |                      |

## Playoffs

### Primera ronda
San Antonio Spurs  vs. Phoenix Suns
| Fecha       | Partido                                 | Ciudad      |
| ----------- | --------------------------------------- | ----------- |
| 26 de abril | San Antonio Spurs 120, Phoenix Suns 98  | San Antonio |
| 28 de abril | San Antonio Spurs 110, Phoenix Suns 105 | San Antonio |
| 1 de mayo   | Phoenix Suns 94, San Antonio Spurs 93   | Phoenix     |
| 3 de mayo   | Phoenix Suns 98, San Antonio Spurs 116  | Phoenix     |
|             | San Antonio Spurs gana las series 3-1   |             |

### Semifinales de conferencia
San Antonio Spurs  vs. Utah Jazz
| Fecha      | Partido                             | Ciudad      |
| ---------- | ----------------------------------- | ----------- |
| 7 de mayo  | San Antonio Spurs 75, Utah Jazz 95  | San Antonio |
| 9 de mayo  | San Antonio Spurs 88, Utah Jazz 77  | San Antonio |
| 11 de mayo | Utah Jazz 105, San Antonio Spurs 75 | Utah        |
| 12 de mayo | Utah Jazz 101, San Antonio Spurs 86 | Utah        |
| 14 de mayo | San Antonio Spurs 98, Utah Jazz 87  | San Antonio |
| 16 de mayo | Utah Jazz 108, San Antonio Spurs 81 | Utah        |
|            | Utah Jazz gana las series 4-2       |             |

## Estadísticas

### Temporada regular
| Rk | Jugador         | Edad | P  | PT | MP   | TC  | TCI  | %TC  | T3  | T3I | %T3  | TL  | TLI  | %TL  | RO  | RD  | RT   | AS  | RB  | TAP | BP  | FP  | PTS  |
| -- | --------------- | ---- | -- | -- | ---- | --- | ---- | ---- | --- | --- | ---- | --- | ---- | ---- | --- | --- | ---- | --- | --- | --- | --- | --- | ---- |
| 1  | Sean Elliott    | 27   | 77 | 77 | 37.7 | 6.8 | 14.6 | .466 | 2.1 | 5.1 | .411 | 4.2 | 5.5  | .771 | 0.9 | 4.2 | 5.1  | 2.7 | 0.9 | 0.4 | 2.6 | 2.3 | 20.0 |
| 2  | Avery Johnson   | 30   | 82 | 82 | 37.6 | 5.3 | 10.8 | .494 | 0.1 | 0.4 | .194 | 2.3 | 3.2  | .721 | 0.5 | 2.1 | 2.5  | 9.6 | 1.5 | 0.3 | 2.4 | 2.2 | 13.1 |
| 3  | David Robinson  | 30   | 82 | 82 | 36.8 | 8.7 | 16.8 | .516 | 0.0 | 0.1 | .333 | 7.6 | 10.0 | .761 | 3.9 | 8.3 | 12.2 | 3.0 | 1.4 | 3.3 | 2.3 | 3.2 | 25.0 |
| 4  | Vinny Del Negro | 29   | 82 | 82 | 33.7 | 5.8 | 11.7 | .497 | 0.7 | 1.8 | .380 | 2.2 | 2.6  | .832 | 0.4 | 2.9 | 3.3  | 3.8 | 1.0 | 0.1 | 1.2 | 2.0 | 14.5 |
| 5  | Chuck Person    | 31   | 80 | 16 | 26.6 | 3.9 | 8.8  | .437 | 2.4 | 5.8 | .410 | 0.8 | 1.3  | .644 | 1.0 | 4.2 | 5.2  | 1.3 | 0.6 | 0.3 | 1.1 | 2.5 | 10.9 |
| 6  | Charles Smith   | 30   | 32 | 30 | 25.8 | 4.1 | 8.9  | .458 | 0.0 | 0.0 |      | 1.4 | 1.9  | .767 | 2.3 | 4.0 | 6.3  | 1.1 | 1.0 | 0.9 | 1.4 | 3.1 | 9.6  |
| 7  | J.R. Reid       | 27   | 32 | 5  | 20.1 | 2.3 | 5.1  | .439 | 0.0 | 0.0 | .000 | 2.0 | 2.7  | .736 | 1.1 | 2.8 | 3.8  | 0.4 | 0.8 | 0.3 | 1.5 | 3.1 | 6.5  |
| 8  | Will Perdue     | 30   | 80 | 22 | 17.5 | 2.2 | 4.1  | .523 | 0.0 | 0.0 | .000 | 0.8 | 1.6  | .536 | 2.2 | 3.9 | 6.1  | 0.4 | 0.4 | 0.9 | 1.1 | 2.3 | 5.2  |
| 9  | Doc Rivers      | 34   | 78 | 0  | 15.8 | 1.4 | 3.7  | .372 | 0.6 | 1.8 | .343 | 0.6 | 0.8  | .750 | 0.4 | 1.4 | 1.8  | 1.6 | 0.9 | 0.3 | 0.7 | 2.2 | 4.0  |
| 10 | Cory Alexander  | 22   | 60 | 0  | 9.3  | 1.1 | 2.6  | .406 | 0.4 | 1.1 | .394 | 0.3 | 0.4  | .640 | 0.2 | 0.6 | 0.7  | 2.0 | 0.5 | 0.0 | 1.1 | 1.6 | 2.8  |
| 11 | Carl Herrera    | 29   | 44 | 6  | 8.9  | 0.9 | 2.2  | .412 | 0.0 | 0.0 | .000 | 0.1 | 0.4  | .294 | 0.7 | 1.2 | 1.8  | 0.4 | 0.2 | 0.2 | 0.7 | 1.4 | 1.9  |
| 12 | Brad Lohaus     | 31   | 32 | 1  | 8.5  | 1.2 | 3.0  | .406 | 0.8 | 2.0 | .415 | 0.1 | 0.1  | .667 | 0.2 | 0.9 | 1.0  | 0.5 | 0.1 | 0.2 | 0.3 | 1.1 | 3.3  |
| 13 | Greg Anderson   | 31   | 46 | 7  | 7.5  | 0.5 | 1.0  | .511 | 0.0 | 0.0 | .000 | 0.1 | 0.5  | .240 | 0.6 | 1.5 | 2.2  | 0.2 | 0.2 | 0.5 | 0.5 | 1.4 | 1.2  |
| 14 | Monty Williams  | 24   | 17 | 0  | 7.2  | 1.2 | 2.7  | .435 | 0.0 | 0.1 | .000 | 0.5 | 0.7  | .750 | 0.6 | 0.7 | 1.4  | 0.2 | 0.2 | 0.1 | 0.8 | 1.0 | 2.9  |
| 15 | Dell Demps      | 25   | 16 | 0  | 5.4  | 1.2 | 2.1  | .576 | 0.1 | 0.1 | .500 | 0.9 | 1.1  | .824 | 0.1 | 0.4 | 0.6  | 0.5 | 0.2 | 0.1 | 0.8 | 0.6 | 3.3  |

### Playoffs
| Rk | Jugador         | Edad | P  | PT | MP   | TC  | TCI  | %TC  | T3  | T3I | %T3  | TL  | TLI  | %TL   | RO  | RD  | RT   | AS  | RB  | TAP | BP  | FP  | PTS  |
| -- | --------------- | ---- | -- | -- | ---- | --- | ---- | ---- | --- | --- | ---- | --- | ---- | ----- | --- | --- | ---- | --- | --- | --- | --- | --- | ---- |
| 1  | Avery Johnson   | 30   | 10 | 10 | 40.7 | 5.2 | 12.1 | .430 | 0.0 | 0.2 | .000 | 1.9 | 2.7  | .704  | 0.6 | 3.0 | 3.6  | 9.4 | 2.0 | 0.1 | 2.4 | 2.1 | 12.3 |
| 2  | Sean Elliott    | 27   | 10 | 10 | 38.9 | 4.7 | 11.7 | .402 | 1.0 | 3.4 | .294 | 5.1 | 6.4  | .797  | 1.1 | 2.8 | 3.9  | 2.5 | 1.1 | 0.4 | 3.0 | 2.4 | 15.5 |
| 3  | Vinny Del Negro | 29   | 10 | 10 | 37.9 | 5.7 | 12.4 | .460 | 1.6 | 2.7 | .593 | 1.3 | 1.9  | .684  | 0.4 | 2.2 | 2.6  | 2.9 | 1.3 | 0.3 | 0.6 | 1.9 | 14.3 |
| 4  | David Robinson  | 30   | 10 | 10 | 35.3 | 8.3 | 16.1 | .516 | 0.0 | 0.0 |      | 7.0 | 10.5 | .667  | 3.7 | 6.4 | 10.1 | 2.4 | 1.5 | 2.5 | 2.4 | 3.8 | 23.6 |
| 5  | Chuck Person    | 31   | 10 | 0  | 28.4 | 4.1 | 7.7  | .532 | 2.5 | 4.7 | .532 | 1.4 | 1.7  | .824  | 0.5 | 3.5 | 4.0  | 1.6 | 0.2 | 0.3 | 1.1 | 3.2 | 12.1 |
| 6  | Will Perdue     | 30   | 10 | 2  | 24.2 | 2.9 | 4.2  | .690 | 0.0 | 0.0 |      | 1.6 | 2.0  | .800  | 2.6 | 5.3 | 7.9  | 0.5 | 0.2 | 0.4 | 1.1 | 2.4 | 7.4  |
| 7  | Charles Smith   | 30   | 10 | 8  | 16.5 | 2.4 | 4.8  | .500 | 0.0 | 0.0 |      | 0.3 | 0.8  | .375  | 1.1 | 2.6 | 3.7  | 1.0 | 0.7 | 1.0 | 0.8 | 2.8 | 5.1  |
| 8  | Doc Rivers      | 34   | 2  | 0  | 10.0 | 0.5 | 1.5  | .333 | 0.5 | 1.0 | .500 | 0.0 | 0.0  |       | 0.0 | 0.5 | 0.5  | 0.0 | 0.0 | 0.0 | 0.5 | 1.5 | 1.5  |
| 9  | Cory Alexander  | 22   | 9  | 0  | 7.8  | 1.1 | 2.7  | .417 | 0.1 | 0.6 | .200 | 0.6 | 0.8  | .714  | 0.4 | 0.6 | 1.0  | 1.0 | 0.2 | 0.0 | 0.7 | 0.9 | 2.9  |
| 10 | Greg Anderson   | 31   | 6  | 0  | 5.7  | 0.0 | 0.8  | .000 | 0.0 | 0.0 |      | 0.2 | 0.3  | .500  | 0.3 | 1.2 | 1.5  | 0.0 | 0.3 | 0.2 | 0.7 | 0.8 | 0.2  |
| 11 | Monty Williams  | 24   | 7  | 0  | 4.1  | 0.3 | 1.3  | .222 | 0.0 | 0.0 |      | 0.4 | 0.9  | .500  | 0.4 | 0.6 | 1.0  | 0.0 | 0.0 | 0.0 | 0.6 | 0.6 | 1.0  |
| 12 | Carl Herrera    | 29   | 7  | 0  | 4.0  | 0.0 | 0.4  | .000 | 0.0 | 0.0 |      | 0.3 | 0.3  | 1.000 | 0.3 | 0.3 | 0.6  | 0.1 | 0.3 | 0.1 | 0.4 | 1.0 | 0.3  |

## Galardones y récords
| Jugador        | Galardón                                                             |
| David Robinson | Mejor quinteto de la NBA Mejor quinteto defensivo de la NBA All-Star |
| Sean Elliott   | All-Star                                                             |